# Yanes Raubaba
Yanes Raubaba (* 24. April 1974 in Biak Numfor) ist ein ehemaliger indonesischer Leichtathlet, der sich auf den Sprint spezialisiert hat.

## Sportliche Laufbahn
Erste internationale Erfahrungen sammelte Yanes Raubaba vermutlich im Jahr 1997, als er bei den Südostasienspielen in Jakarta in 21,34 s die Silbermedaille im 200-Meter-Lauf hinter dem Thailänder Vissanu Sophanich gewann. 1999 gelangte er bei den Südostasienspielen in Bandar Seri Begawan mit 21,32 s auf den fünften Platz über 200 Meter. Im Jahr darauf nahm er an den Olympischen Sommerspielen in Sydney teil und schied dort mit 10,54 s in der ersten Runde im 100-Meter-Lauf aus und kam mit der indonesischen 4-mal-100-Meter-Staffel mit 40,35 s nicht über den Vorlauf hinaus. 2003 schied er bei den Asienmeisterschaften in Manila mit 50,14 s im Vorlauf über 400 Meter aus und im Jahr darauf belegte er bei den erstmals ausgetragenen Hallenasienmeisterschaften in Teheran in 49,95 s den fünften Platz. 2007 bestritt er seinen letzten offiziellen Wettkampf und beendete daraufhin seine aktive sportliche Karriere im Alter von 33 Jahren.
2000 wurde Raubaba indonesischer Meister im 100-Meter-Lauf.

## Persönliche Bestzeiten
- 100 Meter: 10,13 s (+1,4 m/s), 26. Juni 2000 in Sidoarjo
- 200 Meter: 21,15 s (+0,7 m/s), 19. Oktober 1997 in Jakarta
- 400 Meter: 47,24 s, 9. September 2004 in Palembang
  - 400 Meter (Halle): 49,86 s, 7. Februar 2004 in Teheran (indonesischer Rekord)